# Parma (tỉnh)
Tỉnh Parma (Tiếng Ý: Provincia di Parma) là một tỉnh ở vùng Emilia-Romagna của Ý. Tỉnh lỵ là thành phố Parma.
Tỉnh Parma có sân bay Giuseppe Verdi.
Tỉnh này có diện tích 3.449 km², tổng dân số là 413.198 (2005). Có 47 đô thị (danh từ số ít tiếng Ý:comune) ở trong tỉnh này  Lưu trữ ngày 7 tháng 8 năm 2007 tại Wayback Machine, xem các đô thị tỉnh Parma.
Các đô thị chính xếp theo dân số là
| Đô thị               | Dân số  |
| -------------------- | ------- |
| Parma                | 175.307 |
| Fidenza              | 24.079  |
| Salsomaggiore Terme  | 19.449  |
| Collecchio           | 12.399  |
| Noceto               | 11.349  |
| Medesano             | 9.683   |
| Montechiarugolo      | 9.648   |
| Sorbolo              | 9.219   |
| Langhirano           | 9.203   |
| Colorno              | 8.649   |
| Traversetolo         | 8.554   |
| Felino               | 7.641   |
| Borgo Val di Taro    | 7.142   |
| Busseto              | 6.881   |
| Torrile              | 6.775   |
| Fontanellato         | 6.479   |
| Fornovo di Taro      | 6.060   |
| Fontevivo            | 5.388   |
| San Secondo Parmense | 5.194   |
| Soragna              | 4.355   |